# Patagones (partido)
Pour les articles homonymes, voir Patagones.
Patagones est un partido de la province de Buenos Aires fondée en 1779 dont la capitale est Carmen de Patagones.